# Makombé (rivière)
La Makombé est une rivière du Cameroun provenant des régions de Bangangte, Ndikinimeki et Ngambe et est un affluent du fleuve Wouri.

## Cours
Le cours de la Makombé s'épaissit dans le versant Sud des Monts Bana dans le Haut-Nkam.  
Le parcours est chevelu, extrêmement complexe et marqué de brusques changements de direction perpendiculaires.  
Les directions privilégiées sont orientées SSW-NNE à SW-NE et WNW-ESE à NW-SE correspondant aux lignes de fractures bien connues dans la région, appelées respectivement ligne du Cameroun et la ligne de la Bénoué.